# 31139 Garnavich
31139 Garnavich este un asteroid din centura principală de asteroizi.

## Descriere
31139 Garnavich este un asteroid din centura principală de asteroizi. A fost descoperit pe 25 septembrie 1997 la Observatorul din Ondřejov par l'Observatorul din Ondřejov. Asteroidul prezintă o orbită caracterizată de o semiaxă mare de 2,42 ua, o excentricitate de 0,15 și o înclinație de 1,4° în raport cu ecliptica.